# ستیل میریستولئات
ستیل میریستولئات (به انگلیسی: Cetyl myristoleate) با فرمول شیمیایی C30H58O2 یک ترکیب شیمیایی با شناسه پاب‌کم 66827 است. که جرم مولی آن ۴۵۰٫۷۸ گرم بر مول می‌باشد. 